# Котовское сельское поселение (Новгородская область)
Ко́товское се́льское поселе́ние — муниципальное образование в Окуловском муниципальном районе Новгородской области.
Крупнейший населённый пункт и административный центр — посёлок Котово.

## География
Территория сельского поселения расположена в центре Новгородской области, на востоке Окуловского района. Граничит:
- на западе с Кулотинским городским поселением;
- на северо-западе с Боровёнковским сельским поселением;
- на северо-востоке с Любытинским муниципальным районом;
- на юго-востоке с Боровичским муниципальным районом;
- на юге с Озерковским сельским поселением.

## История
С принятием Российского закона 6 июля 1991 года «О местном самоуправлении в РСФСР» и Указа Президента Российской Федерации от 9 октября 1993 года «О реформе представительных органов власти и органов местного самоуправления в Российской Федерации» деятельность Топорковского и Перетёнковского сельских Советов была прекращена, вместо них стали действовать Администрации Топорковского и Перетёнковского сельсоветов, которым были переданы все полномочия. Согласно Федеральному закону от 6 октября 2003 года № 131-ФЗ «Об общих принципах организации местного самоуправления в Российской Федерации» и на основании постановления Окуловского муниципального района в 2005 году Администрации сельсоветов с 1 января 2006 года были упразднены и на их территориях образовано Котовское сельское поселение, Совет депутатов и Администрация этого муниципального образования.
Котовское сельское поселение было образовано в соответствии с законом Новгородской области от 11 ноября 2005 года № 559-ОЗ. В состав сельского поселения вошли 11 населённых пунктов из состава Топорковского и Перетёнковского сельсоветов.

## Состав сельского поселения
| №  | Населённый пункт | Тип населённого пункта | Население |
| -- | ---------------- | ---------------------- | --------- |
| 1  | Великуша         | деревня                | 26        |
| 2  | Горбачёво        | деревня                | 10        |
| 3  | Каташино         | деревня                | 11        |
| 4  | Котово           | посёлок                | 1350      |
| 5  | Кренично         | деревня                | 24        |
| 6  | Перетёнка-1      | деревня                | 36        |
| 7  | Перетёнка-2      | деревня                | 11        |
| 8  | Петрово          | деревня                | 10        |
| 9  | Теребляны-1      | деревня                | 3         |
| 10 | Теребляны-2      | деревня                | 2         |
| 11 | Топорок          | посёлок                | 630       |